# Gnathabelodon thorpei
Lo gnatabelodonte (Gnathabelodon thorpei) è un mammifero proboscidato estinto, appartenente ai cherolofodontidi. Visse nel Miocene superiore (circa 10 milioni di anni fa) e i suoi resti fossili sono stati ritrovati in Nordamerica.

## Descrizione
Questo animale simile a un elefante, doveva avere le dimensioni paragonabili a quelle dell'attuale elefante asiatico. L'aspetto di Gnathabelodon era notevole, soprattutto a causa della forma della mandibola: la sinfisi di quest'ultima era allungata e dotata di una strana forma a spatola, o a calzascarpe. Al contrario della gran parte dei proboscidati oligo-miocenici, come Gomphotherium, la mandibola era totalmente sprovvista di zanne. La forma generale della mandibola richiamava quella degli amebelodontidi, o elefanti con zanne a pala, ma questi ultimi possedevano appunto due zanne appiattite. Gnathabelodon era dotato di zanne superiori grandi e ricurve all'infuori e leggermente all'insù. I molari assomigliavano molto a quelli di Gomphotherium.

## Classificazione
Gnathabelodon venne descritto per la prima volta nel 1935, sulla base di resti fossili ritrovati in Kansas, in un terreno del ranch Robert Arnold risalente al tardo Miocene; la specie tipo è Gnathabelodon thorpei. Un'altra specie, G. buckneri, è stata descritta nel 1940 e proviene dalla zona di Buckner Ranch in Texas, ma è stata in seguito attribuita a un nuovo genere di gonfoteri, Blancotherium. Ad eccezione dell'insolita forma della mandibola, Gnathabelodon è notevolmente simile al ben noto Gomphotherium, tanto da essere stato classificato all'interno di questo genere (Tobien, 1973). Ulteriori studi hanno però dimostrato la distinzione tra i due generi, e hanno anzi avvicinato Gnathabelodon ai gonfoteriidi brevirostri, come Stegomastodon (Mothé, 2016). Uno studio ancora successivo ha invece messo in luce notevoli somiglianze con l'eurasiatico Choerolophodon, ed è possibile che Gnathabelodon fosse quindi immigrato dall'Asia in Nordamerica nel corso del Miocene medio (Li et al., 2019).

## Paleobiologia
Non è chiaro quale fosse l'utilizzo della strana struttura a calzascarpe di Gnathabelodon; forse rovistava tra le paludi in cerca di materiale vegetale, che raccoglieva con la mandibola e con l'aiuto delle zanne superiori. 